# Pergalumna aequalis
Pergalumna aequalis är en kvalsterart som först beskrevs av Sellnick 1923.  Pergalumna aequalis ingår i släktet Pergalumna och familjen Galumnidae. Inga underarter finns listade i Catalogue of Life.